# Tonnellerie François Frères
Tonnelleries François Frères est une entreprise spécialisée dans la conception, la production et la commercialisation de fûts en chêne destinés principalement à la production de vins haut de gamme. Elle est cotée à la Bourse de Paris. La société dispose d'une quinzaine de sites dans le monde.
C'est le leader mondial du secteur.
Une diversification vers le marché du Bourbon est opérée avec l'ouverture d'une seconde usine de fûts à Bourbon et une cinquième merranderie en 2020. 

## Actionnaires
| Francois (famille)           | 66,2% |
| Jérôme Jean Patrich François | 3,22% |
| Jean François                | 1,32% |
| Lazard Frères Gestion        | 1,27% |
| Amundi Asset Management      | 1,20% |
| Didner & Gerge Fonder        | 0,77% |
| Comgest                      | 0,60% |
| Danske Bank -IM-             | 0,44% |
| Richelieu Gestion            | 0,43% |
| Financière Arbevel           | 0,28% |

Mise à jour à fin 2018.

## Dates clés
- 1910 : Création de la tonnellerie.
- 1942 : Création de la société Tonnellerie François Frères.
- 1999 : Introduction en Bourse.